# Pseudachorutinae
Pseudachorutinae zijn een onderfamilie van springstaarten binnen de familie van Neanuridae en telt 443 soorten.

## Geslachten
- Aethiopella (24 soorten)
- Aethiopellina (4 soorten)
- Anurachorutes (1 soort)
- Anurida (71 soorten)
- Anuridella (5 soorten)
- Anuritelsa (1 soort)
- Arlesia (9 soorten)
- Arlesiella (6 soorten)
- Brasilimeria (2 soorten)
- Cassagnaudina (4 soorten)
- Cassagnaurida (1 soort)
- Cephalachorutes (13 soorten)
- Ceratrimeria (11 soorten)
- Delamarellina (3 soorten)
- Forsteramea (1 soort)
- Furculanurida (12 soorten)
- Gamachorutes (1 soort)
- Gastranurida (1 soort)
- Grananurida (5 soorten)
- Halachorutes (1 soort)
- Hylaeanura (3 soorten)
- Intermediurida (1 soort)
- Israelimeria (1 soort)
- Kenyura (6 soorten)
- Koreanurina (2 soorten)
- Lanzhotia (1 soort)
- Linnaniemia (2 soorten)
- Meganurida (1 soort)
- Micranurida (28 soorten)
- Minotaurella (3 soorten)
- Najtafrica (1 soort)
- Neotropiella (15 soorten)
- Notachorudina (1 soort)
- Oudemansia (7 soorten)
- Paranurida (1 soort)
- Philotella (6 soorten)
- Platanurida (3 soorten)
- Pongeia (1 soort)
- Pratanurida (8 soorten)
- Protachorutes (2 soorten)
- Pseudachorudina (14 soorten)
- Pseudachorutella (13 soorten)
- Pseudachorutes (112 soorten)
- Pseudanurida (6 soorten)
- Quatacanthella (1 soort)
- Rusekella (7 soorten)
- Stachorutes (18 soorten)
- Tasmanura (1 soort)
- Tijucameria (1 soort)
- Venezuelida (1 soort)